# Mostra pública d'afecte

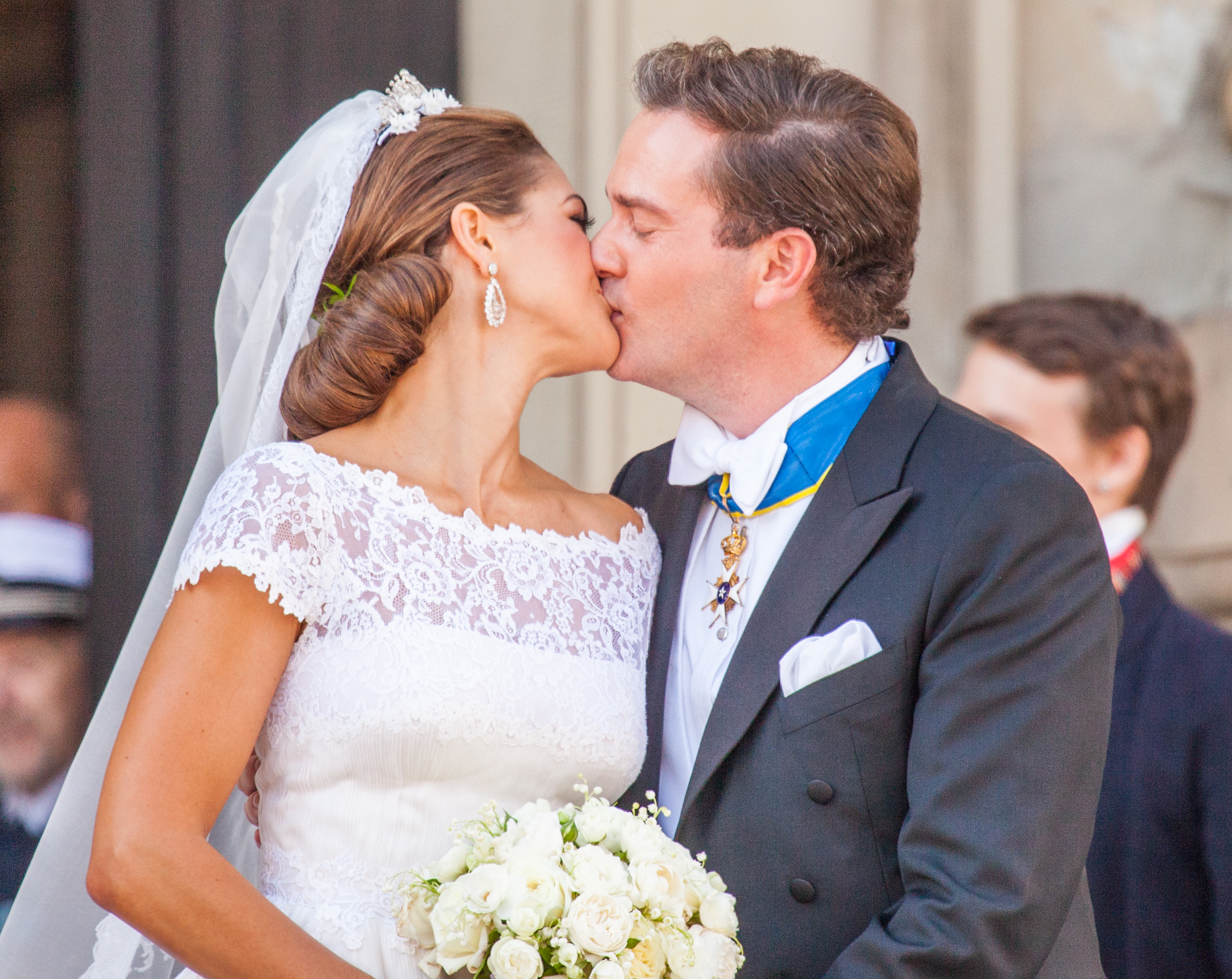
Petó entre la princesa Magdalena de Suècia i Christopher O'Neill després del seu casament, el 2013

Les mostres públiques d'afecte són actes d'intimitat física a la vista dels altres. La seva consideració varia segons la cultura i el context.
Algunes organitzacions tenen normes que limiten o prohibeixen les mostres públiques d'afecte. Les mostres d'afecte en un lloc públic, com ara el carrer, són més propensos a ser objecte d'objecció que pràctiques similars en un lloc privat amb només persones d'un origen cultural similar.
L'afecte físic s'ha definit com "qualsevol tocament destinat a despertar sentiments d'amor en el donant i/o el receptor".